# Michel-Joseph Speeckaert
Michel-Joseph Speeckaert (Leuven, 10 december 1748 – Brussel , 1838) was een Belgisch kunstschilder, gespecialiseerd in stillevens, bloemen en vogels.

## Persoonsgegevens
Hij was de zoon van François Speeckaert en Catherine Francis. Hij had een broer Joseph-Simon (°1749). Hij huwde in 1775 met Catharine Van de Velde. Zij hadden een zoon François-Emile Raphaël (x Sidonie Verly) wiens zoon Gustave-Victor Speeckaert (Sint-Joost-ten-Node, 1843 – Schaarbeek, 1887) eveneens kunstschilder was (landschappen). Er volgde een tweede huwelijk met Anne Coppyn.

## Levensloop
Hij volgde een opleiding aan de Academie van Antwerpen. Het merkwaardige en eigenaardige bij Michel-Jozef Speeckaert is dat we zijn activiteiten pas vanaf 1803 kunnen volgen. Hij is 55 jaar wanneer men voor het eerst een stilleven van zijn hand kan aanwijzen, en wel in het Salon 1803 te Brussel met “Bloemenboeket met vogelnest” en “Fruitkorf met patrijs en merel”.
Van 1808 tot 1835 was hij dan verder een regelmatig deelnemer aan de Salons van Gent, Brussel en Antwerpen en ook aan dat van Parijs, Rijsel (Lille) en Douai.
Speeckaert woonde te Brussel van 1803 tot 1824, eerst in de Bergstraat, vanaf 1821 In de Sterstraat. In 1824 vestigde hij zich te Mechelen en ca. 1835 verhuisde hij opnieuw naar Brussel; Quai aux Briques.
Op 84-jarige leeftijd behaalde hij de eerste prijs in zijn discipline tijdens het Gentse Salon van 1832.
Als leerling van Speeckaert wordt ene D. Vincent genoemd (leerling ca. 1821).

## Oeuvre
Speeckaert schilderde stillevens met bloemen, vruchten, soms in combinatie met vogels (tortelduiven, merels, patrijzen), vogelnestjes en dood wild : hazen en gevogelte. Het fruit presenteerde hij vaak in rieten korfjes, op marmeren sokkels die soms figuratief gesculpteerd zijn in bas-reliëf. Ook schilderde hij dood wild aan een haak tegen een muur of aan een boomtak opgehangen. Vogelnestjes op zich behoorden eveneens tot zijn repertoire. Deze vaste gegevens bleef hij steeds weer variëren.
Hij had succes met deze werken en kan gedurende zijn leven hoge prijzen ervoor bekomen.
Uitschieters in zijn oeuvre zijn “Fruitmand gedragen door kinderen” (Salon 1815; Brussel) waarvoor J. De Landtsheer, leraar aan de Academie in Brussel, de figuren schilderde of “Het nest en de muis” uit het Museum te La Fère.
Speeckaert was een tijdgenoot van Pieter Faes, Joris-Frederik Ziesel, Jan-Frans Eliaerts en Frans Van Dael en is te situeren in het kader van het neoklassieke stilleven in België.

## Tentoonstellingen
- Salon 1803, Brussel : “Bloemenboeket met vogelnest”, “Fruitkorf met patrijs en merel”.
- Salon 1810, Parijs : “Bloemen”
- Salon 1815, Brussel : “Fruitmand gedragen door kinderen” (figuren door J. De Landtsheer)
- Salon 1819, Douai : “Bloemen”, “Een tafel met wild”
- Tentoonstelling van Levende Meesters 1819, Den Haag : “Dode Patrijs”
- Tentoonstelling van Levende Meesters, 1820, Amsterdam : “Bloemstuk”, “Vogelnestje en kat”, “Dode patrijs” en “Dode duif”
- Tentoonstelling van Levende Meesters, 1822, Amsterdam : “Gezicht in een ijzersmederij”, “Een mand met perziken”
- Salon 1822, Rijsel : “Bloemen”, “Wild”
- Tentoonstelling van Levende Meesters, 1824, Amsterdam : “Enig dood wild”
- Salon 1825, Rijsel : “Een duif die ophangt aan een poot”, “”Vogelnest en een bloementuil”.
- Tentoonstelling van Levende Meesters, 1828, Amsterdam : “Een bloemstuk”, “Enig dood wild”.

## Musea
- Barnard Castle, Bowes Museum (GB)
- Cambridge, Fitzwilliam Museum (GB)
- La Fère, Musée Jeanne d’Aboville (F)
- Brussel, Koninklijke Verzameling